# Ippolito Baccusi
Ippolito Baccusi (Màntua, vers el 1550- Verona, 1609) fou monjo i compositor italià.
Mestre de capella de la catedral de Verona, fou el primer a emprar l'orquestra per acompanyar cants religiosos, si bé és cert que anteriorment ja s'hi havia introduït els instruments de música en les esglésies en molt contades ocasions, és sabut que tots els grans mestres de l'època, inclòs Palestrina, varen escriure llurs obres a veus soles. Escriví: Hippolity Baccusi eccl. Cat. Veronae musicae magistri missae tres cum omni instrumentarum gènere cantatu accomodatissimae cum actu vocibus (Venècia, 1596); Hippolity Baccusi eccl. Cath. Veronae musicae praefecti psalmi omnes....tum viva voce tum omni intrumentorum gènere accomodatissimae (Florència, 1597), i una col·lecció de madrigals titulada el triomf del Dori.